# Wazir Akbar Khan
Wazir Akbar Khan, född 1816, död 1845, var en afghansk monark. Han var Afghanistans regent mellan 1842 och 1845. 